# Деземери, Жак Филипп
Жак Филипп Деземери, известный как Семери (фр. Jacques Philippe Desemery; 1775—1814) — французский военный деятель, бригадный генерал (1814 год, посмертно), барон (1810 год), участник революционных и наполеоновских войн.

## Биография
Вступил на службу 1 сентября 1793 года в 5-й батальон волонтёров Эна. 2 ноября 1793 года старший сержант в Ирландском полку Ли. 15 апреля 1798 года — младший лейтенант, 15 августа 1799 года — лейтенант, и 22 ноября 1800 года — капитан. Выполнял штабные и дипломатические функции. Был в Мадриде и Константинополе.
Произведён 9 января 1807 года в командиры батальона. Был ранен десятью ударами кинжала в ходе восстания Мадрида 2-3 мая 1808 года. Получил звание полковника штаба 18 июля 1809 года. С 13 августа 1809 года по 3 июля 1810 года был начальником штаба 2-й дивизии тяжёлой кавалерии.
10 апреля 1813 года назначен начальником штаба 1-й пехотной дивизии Молодой гвардии. 21 марта 1814 года погиб в сражении при Арси-сюр-Обе. 2 апреля 1814 года ему было посмертно присвоено звание бригадного генерала.

## Титулы
- Барон Семери и Империи (фр. baron Semery et de l'Empire; декрет от 15 августа 1809 года, патент подтверждён 15 октября 1810 года)[1].

## Награды
Легионер ордена Почётного легиона (14 мая 1807 года)
 Офицер ордена Почётного легиона (14 мая 1813 года)